# Mirocetus
Mirocetus riabinini
Genre
Espèce
Mirocetus est un genre éteint de cétacés qui a vécu lors du Chattien. Ses restes fossiles ont été mis au jour en Azerbaïdjan. Une seule espèce est connue, Mirocetus riabinini.

## Systématique
Le genre Mirocetus et l'espèce Mirocetus riabinini ont été décrits en 1970 par le paléontologue géorgien Guram Mchedlidze (d)  (1931-2009).